# 전진당 (태국)
전진당(태국어: พรรคก้าวไกล 팍 까오 끌라이[*]) 혹은 행동전진당(영어: Move Forward Party)은 태국의 중도좌파 정당이다. 사회민주주의, 진보주의 등을 표방 이념으로 내세우고 있으며, 군사독재에 반대한다. 2020년 2월 20일 신미래당이 태국 헌법재판소에 의해 해산된 이후, 신미래당 소속 의원 중 일부가 전진당으로 이적하였다. 따라서 전진당은 신미래당의 사실상 후신이며 이를 위한 재창당 수순을 밟았다고 볼 수 있다.

## 역사
2014년 5월 1일 태국 국가발전당이라는 이름으로 창당되었다. 태국 국가발전당은 지방 균등 발전과 인권 중시, 공평한 발전과 기회 부여 등을 주장하는 진보 성향의 정당이였다. 이후 2020년 1월 19일 전당대회를 거쳐 당명을 전진당으로 변경하였고, 당헌과 강령을 고쳤다.
2020년 2월 20일 신미래당이 헌법재판소의 결정에 따라 해산되자 신미래당 의원 50여 명은 전진당에 합류하겠다고 선언하였고, 신미래당의 진보적이고 반군부적 사상을 계속 이어가겠다고 선언했다. 그 후, 신미래당 출신 의원인 피타 림짜른랏이 대표로 선출되었고 정당 로고가 신미래당의 예전 로고와 유사하게 변경되는 등 신미래당의 후신을 자처하고 있다.

### 역대 대표 (재창당 이후)
| 대수 | 이름            | 사진 | 취임            | 퇴임            |
| ---- | --------------- | ---- | --------------- | --------------- |
| 1    | 피타 림짜른랏   |      | 2020년 3월 14일 | 2023년 9월 15일 |
| 2    | 차이타왓 뚤라톤 |      | 2023년 9월 23일 | 2024년 8월 7일  |

## 이념
신미래당의 이념을 계승하여 사회민주주의, 자유민주주의, 반군사독재, 진보주의 등의 사상을 가지고 있다. 전신인 신미래당과 마찬가지로 현 군사정권과 협조할 생각이 없는 정당이다. 특히 정치탄압과 강제 해산을 당했던 신미래당인 만큼, 전진당에서는 더욱 강경한 반정부 운동을 이어 나가겠다고 선언하였다.